# Степанцминдская и Хевская епархия
Степанцми́ндская и Хе́вская епархия (груз. სტეფანწმინდისა და ხევის ეპარქია) — епархия Грузинской православной церкви на территории Казбегского муниципалитета.

## История
Стефанцминдская епархия с кафедрой в Казбеги (с 2007 года — Степанцминда) была учреждена 17 октября 2002 года решением Священного Синода Грузинской православной церкви, будучи выделена из состава Цилканской. В начале 2000-х основан мужской монастырь.

## Епископы
- 27 октября 2002 — 21 декабря 2006 — Петр (Цаава)
- с 21 декабря 2006 — Иегудиил (Табатадзе)